# Euphorbia ambarivatoensis
Euphorbia ambarivatoensis ist eine Pflanzenart aus der Gattung Wolfsmilch (Euphorbia) in der Familie der Wolfsmilchgewächse (Euphorbiaceae).

## Beschreibung
Die sukkulente Euphorbia ambarivatoensis bildet Sträucher mit reichlicher Verzweigung bis in 1,2 Meter Höhe aus. Die eiförmigen Blätter stehen in Rosetten an den Spitzen der 1 bis 4 Zentimeter dicken Triebe.  Sie sind fast sitzend und werden etwa 3 Zentimeter lang und 1,5 Zentimeter breit. Das Laub wird am Ende der Vegetationsperiode abgeworfen. Die kurzen Nebenblattdornen sind an der Basis verdickt.
Der Blütenstand besteht aus 1 bis 3 Zentimeter großen Cymen, die ein- bis zwei-fach gegabelt sind. Die grünlichen Cyathophyllen besitzen eine rot gefärbte Basis und werden 5 Millimeter lang und 4 Millimeter breit. Die Cyathien erreichen etwa 5 Millimeter im Durchmesser. Die Nektardrüsen sind annähernd pink gefärbt. Die kugelförmige Frucht wird 5 Millimeter im Durchmesser groß. Der annähernd runde Samen erreicht 1 Millimeter im Durchmesser.

## Verbreitung und Systematik
Euphorbia ambarivatoensis ist endemisch in Nord-Madagaskar in der Region Ankarana in trockenen, laubabwerfenden Wald auf Felsen aus Kalksteinkarst (tsingy) verbreitet. Die Art steht auf der Roten Liste der IUCN und gilt als gefährdet (Vulnerable).
Die Erstbeschreibung der Art erfolgte 1999 durch Werner Rauh und Martine Bardot-Vaucoulon.